# Jetix Europe
Jetix Europe N.V. (anteriormente conocida como Fox Kids Europe N.V.) fue una empresa de transmisión de televisión europea que poseía canales de televisión para niños y bloques de programación en Europa y Medio Oriente, como Jetix y Jetix Play.

## Historia

### Inicios y cambio de nombre (1996-2004)
Fox Kids Europe se fundó cuando se lanzó el primer canal internacional de Fox Kids en el Reino Unido en octubre de 1996. Después del lanzamiento del canal del Reino Unido, se lanzaron cinco señales adicionales entre 1997 y 1999 para los Países Bajos, Francia, Polonia, Escandinavia y España.
El 1 de abril de 1999, se lanzó la fuente de Europa Central y Oriental para los países bálticos y de la CEI. Fox Kids Europe se convirtió en una empresa que cotiza en bolsa en noviembre de 1999 con Fox Family Worldwide con una participación mayoritaria del 75,7% y el otro 24,3% cotizando en la Bolsa de Valores de Ámsterdam.
En 2000, se lanzaron cinco fuentes adicionales de Fox Kids: Italia, Turquía, Alemania, Hungría y Medio Oriente. Estos lanzamientos convirtieron a Fox Kids en la única empresa de entretenimiento infantil con un canal local en todos los principales mercados europeos.
En febrero de 2001, se lanzó un feed de Fox Kids en Israel, mientras que el feed húngaro se extendió a la República Checa y Eslovaquia, mientras se lanzaba en Rusia como un bloque de programación en el canal gratuito Ren TV. En junio de 2001, Fox Kids Europe anunció que la marca Fox Kids se había convertido en el canal infantil de mayor distribución en Europa y Oriente Medio, llegando a 24,9 millones de hogares y transmitiendo en 54 países a través de 11 canales en 16 idiomas. En octubre de 2001, el principal propietario de Fox Kids Europe, Fox Family Worldwide, fue comprado por The Walt Disney Company y rebautizado como ABC Family Worldwide Inc. Fox Kids luego lanzaría un bloque sindicado para varias estaciones locales en Italia. En noviembre de 2001, se lanzó un servicio griego con un límite de 13 horas después de un bloque de 2 horas lanzado en octubre.
En diciembre de 2002, la compañía firmó con BMG Europa para dos álbumes recopilatorios de música de Fox Kids Hits por año para 10 mercados europeos.
En julio de 2003, Fox Kids Europe lanzó un canal VOD en Telewest titulado Fox Kids Play. El nombre finalmente se usó para un canal hermano con el mismo nombre. en 2003, Fox Kids Europe se había extendido a 34,8 millones de hogares en 57 países a través de 12 canales en 17 idiomas.
En octubre de 2003, se anunció que John de Mol Jr. había comprado una participación del 5,1% en Fox Kids Europe. Esta participación se amplió posteriormente al 10,2%.

### Jetix Europe (2004-2008)
Durante el cambio de marca de Jetix, los canales de Fox Kids en toda Europa comenzaron a introducir bloques con la marca Jetix. El feed del Reino Unido agregó un bloque con la marca Jetix en abril. Los bloques de Fox Kids en todo el mundo comenzaron a cambiar en abril y el primer canal en Francia se cambió en agosto de 2004. Fox Kids Europe NV cambió su nombre legal a Jetix Europe N.V. el 14 de julio de 2004.
En mayo de 2005, Jetix Italia, subsidiaria de Jetix Europe, lanzó un canal para adolescentes masculinos llamado GXT en Sky Italia.
SIP Animation coprodujo algunas series animadas con Jetix Europe durante la década de 2000.
El 23 de marzo de 2006, DIC volvió a adquirir el catálogo de DIC Entertainment anterior a 1989, que consta de 20 espectáculos que habían estado en manos de Jetix Europe y Disney desde 2001. En diciembre, la participación de John De Mol Jr. en Jetix Europe aumentó al 17,4%.
En 2008, Jetix Europe otorgó la licencia de Jetix France a The Walt Disney Company France y Disney-ABC-ESPN Television se convirtió en su socio de distribución de canales. En febrero de 2008, Jetix Europe estaba en conversaciones para unirse a las empresas afiliadas, Disney Channel Europe, ESPN Europe y Disney-ABC International Television (DAIT), en su unidad de ventas de distribución combinada. En junio, Jetix Europe acordó que DAIT se hiciera cargo de las ventas de distribución para todos los canales en Europa, Medio Oriente y África. En noviembre, el equipo del canal de Europa Central y del Este ganó el oro en los premios Promax del Reino Unido por los identificadores Jetix Max.

### Compra completa por The Walt Disney Company y disolución (2008-2011)
El 8 de diciembre de 2008, Disney llegó a un acuerdo para aumentar la propiedad de Jetix Europe al 96%, con la intención de comprar el resto y eliminar a Jetix Europe de la bolsa Euronext Amsterdam. En 2009, Disney poseía el 99,8% de la empresa.
En 2009, K2 se convirtió en un canal de televisión. Con el control total de Disney sobre Jetix Europa, Disney indicó en febrero de 2009 que los bloques y canales de Jetix cambiarían a la marca Disney comenzando con el canal Jetix France con Disney XD el 1 de abril de 2009. La gerencia de Jetix Italia acordó compró la compañía Jetix Italy, renombrada como Switchover Media, GXT y K2 de Jetix Europe en julio de 2009 mientras administraba la unidad de canal de Jetix Italy que renombró como Disney XD en el otoño.
Se esperaba que Disney XD se lanzara a los territorios europeos en 2009. Más tarde, sin embargo, Disney anunció que el canal Jetix en ciertos países (Hungría, Rumania, República Checa, Eslovaquia, Rusia, Bulgaria e Israel) cambiará su nombre a Disney Channel, marcando la primera introducción de ese canal en estos países. El cambio tuvo lugar el 19 de septiembre de 2009 en la región CEE.
El 19 de septiembre de 2009, Disney Channel reemplazó a Jetix en Bulgaria, República Checa, Hungría, Moldavia, Rumania y Eslovaquia. Pero la transmisión rusa todavía se transmitía bajo el nombre de Jetix hasta que se anunció que se lanzaría un Disney Channel por separado. Después del lanzamiento de Disney Channel en Rumanía y Bulgaria, el feed de Jetix en Rusia comenzó a ser independiente y se localizó, con títulos en ruso y pancartas con horas en ruso.
El último canal de Jetix en cambiar a Disney XD fue la versión holandesa el 1 de enero de 2010. El último canal de Jetix en cerrar fue la versión rusa, que fue rebautizada como Disney Channel el martes 10 de agosto de 2010.
Los canales Jetix Play pronto siguieron su ejemplo en 2010/2011, siendo reemplazados por Playhouse Disney / Disney Junior.
Los remanentes de Jetix Europe continuaron hasta alrededor de 2012-2014 para liquidar las operaciones y como un período pendiente para integrar Jetix por completo en Disney. Las coproducciones europeas de Disney XD como Rekkit Rabbit y tienen el logotipo de Disney XD en los créditos, pero "Jetix Europe Properties SARL, Luxembourg, Zurich Branch" se acredita debajo.
Como entidad legal, la subsidiaria del Reino Unido (que era principalmente responsable del lado operativo de Jetix) dejó de existir el 11 de marzo de 2019. Sin embargo, otras divisiones de Jetix con sede en el Reino Unido, Jetix Entertainment Ltd y Jetix Consumer Products Ltd continuaron existiendo hasta el 20 de abril de 2014, aunque para entonces las funciones de Jetix ya estaban integradas en Disney. La subsidiaria holandesa que manejó principalmente el lado corporativo de Jetix tuvo su reunión final de accionistas el 22 de marzo de 2012.

## Programas licenciadas o coproducidas

### Fox Kids Europe
- Jason and the Heroes of Mount Olympus (2001-2002) (Coproducción con Saban International Paris, TF1, Fox Kids International Programming, y Fox Family Properties)
- Living with Lionel (2001-2003) (Coproducción con Unbound Studios Inc.)
- What's with Andy? (2001–04, seasons 1-2) (Coproducción con Teletoon, CinéGroupe, Saban Entertainment (temporada 1), y SIP Animation (temporada 2)
- Gadget & the Gadgetinis (2002-2003) (Coproducción con SIP Animation, Fox Kids International Programming, DIC Entertainment Corporation, Channel 5, M6 Métropole Télévision, Mediatrade S.P.A., y ABC Family Properties)
- Pig City (2002-2003) (Coproducción con CinéGroupe, AnimaKids Productions, Red Rover Studios Limited, SMEC Animation & Graphic Technology, ProSieben, y Teletoon)

### Jetix Europe
- The Tofus (2004) (Coproducción con France 3, Teletoon, SIP Animation y CinéGroupe)
- W.I.T.C.H. (2004) (Coproducción con France 3, SIP Animation y The Walt Disney Company)[14][36]
- A.T.O.M. (2005) (Coproducción con SIP Animation)[37]
- Monster Warriors (2006) (Coproducción con Coneybeare Stories)
- Galactik Football (2006, temporada 1-2) (Coproducción con Alphanim y France 2, en asociación con Welkin (Season 1), Hosem (temporada 1), Audi'Art, LuxAnimation (temporada 1), Supersonic (temporada 1), Europool (temporada 2), y Carloon (temporada 2))
- Shuriken School (2006) (coproducción con Xilam Animation, Zinkia Entertainment, en asociación con France 3)
- Team Galaxy (2006) (Coproducción con Marathon Media, Image Entertainment Corporation, en asociación con France 3)
- Ōban Star-Racers (2006) (Coproducción con Sav! The World Productions, en asociación con HAL FilmMaker, Bandai Visual, y France 3)[38][39]
- Pucca (2006) (Coproducción con Studio B Productions y VOOZ Character System)[40][41]
- Monster Buster Club (2008) (Coproducción con Marathon Media y Image Entertainment Corporation, en asociación con YTV y France 3)[42]
- Combo Niños (2008) (Coproducción con SIP Animation y TF1)
- Kid vs. Kat (2008, Season 1) (Coproducción con Studio B Productions, en asociación con YTV)[41]
- Marvo the Wonder Chicken (2008/2009, temporada 1) (Coproducción con Red Kite Animation y The Dandy)
- Jimmy Two-Shoes (2009, Season 1) (Coproducción con Breakthrough Entertainment y Mercury Filmworks, en asociación con Teletoon)[43][44]

### Programas licenciadas
Además de sus propios programas coproducidos, Jetix Europe también otorgó licencias de televisión paga, televisión gratuita, videos domésticos, merchandising y derechos de productos de consumo a otros programas animados en Europa y Medio Oriente. Buena Vista International Television se encargó de la distribución televisiva de estos programas
- Captain Flamingo (licenciada desde Breakthrough Entertainment, excluido Francia)[45]
- Iggy Arbuckle (Licenciada desde Blueprint Entertainment, excluido Francia y Alemania[46]
- RoboRoach (Licenciadas desde Portfolio Entertainment, incluido Alemania )[47]
- Pucca (Licenciada desde VOOZ Character System)[48]
- Shaman King (Licenciada desde TV Tokyo MediaNet)[49][50]
- Sonic X (Licencia desde TMS Entertainment)[49][50]
- Tutenstein (Licenciada desde PorchLight Entertainment)[49][50]
- Urban Vermin (Licenciada desde DHX Media, excluido desde Francia)[51]